# Denumirea stelelor
Denumirea stelelor (și a altor corpuri cerești) este realizată de către Uniunea Astronomică Internațională (UAI). Multe dintre numele de stele existente în prezent au fost păstrate de pe vremea de dinainte ca UAI să fi existat. Alte denumiri, în principal pentru stelele variabile (incluzând și nove și supernovă), sunt adăugate încontinuu.
Aproximativ 10 000 de stele sunt vizibile cu ochiul liber. Cataloagele și hărțile stelare pre-moderne listează doar cele mai luminoase dintre acestea. Hipparchus, din secolul al II-lea î.Hr. a enumerat aproximativ 850 de stele. Johann Bayer în 1603 a listat aproximativ de două ori mai multe decât precedentul. Doar o mică parte dintre acestea au nume proprii, celelalte fiind fiind denumite doar după anumite scheme. Doar în secolul al XIX-lea cataloagele de stele au început să listeze stelele vizibile cu ochiul liber exhaustiv. Cel mai voluminos catalog de acest fel de ordinul a milioane de stele, listează cam 400 - 800 de milioane de stele doar în Calea Lactee.

## Nume proprii
Câteva sute dintre cele mai luminoase stele au nume tradiționale, unele fiind derivate din arabă și doar câteva din latină.
Totuși, aceste nume proprii aduc niște probleme în discuție:
- Pronunțarea lor nu este standardizată (Almach sau Almaach sau Almak sau Alamak)
- Multe stele au mai multe decât un nume în mod tradițional (Mirfak sau Algenib sau Alcheb; Regor sau Suhail sau Muhlif; Alkaid sau Benetnasch; Gemma sau Alphecca; Alpheratz și Sirrah)
- Din cauza impreciziei din cataloagele de stele vechi, nu poate fi clar cărei stele o denumire îi aparține cu precizie (de exemplu, Alniyat se referă la Sigma Scorpii sau la Tau Scorpii, Chara).
- Unele stele din constelații total diferite au ajuns să aibă nume la fel: Algenib în Perseus și Algenib în Pegasus; Gienah în Lebăda și Gienah în Corbul, Alnair în Grus și Alnair în Centaurul.

În practică, numele tradiționale sunt folosite doar pentru cele mai luminoase stele (Sirius, Arcturus, Vega, etc.) dar și pentru câteva stele mai puțin luminoase dar mai interesante (Algol, Polaris, Mira, etc.). Pentru stelele mai puțin vizibile, este preferată denumirea Bayer.
În plus față de numele tradiționale, un număr mic de stele care sunt considerate interesante pot avea nume englezești moderne (valabil și pentru română). De exemplu Steaua lui Barnard are cea mai mare mișcare proprie cunoscută dintre toate stelele deși este prea fadă pentru a putea fi văzută cu ochiul liber.
Două stele de magnitudinea 2, Alpha Pavonis și Epsilon Carinae, au primit numele proprii de Peacock și Avior în 1937 de către Her Majesty's Nautical Almanac Office în timpul creației The Air Almanac, un alamanah de navigație pentru Royal Air Force. Printe 57 de alte stele incluse în almanah, acestea două nu au nume clasice. RAF a insistat ca toate aceste stele trebuie să aibă nume, așadar noi nume au fost inventate pentru ele.
Cartea Star Names: Their Lore and Meaning de R.H.Allen (1899) a avut efecte asupra denumirii stelelor:
- Ea listează multe denumiri de stele asiriane, babiloniane sau sumeriane descoperite cu ajutorul arheologiei, iar unele dintre ele (ca Sargas și Nunki) au început să fie folosite. [necesită citare]
- Ea listează multe nume de stele chineze (ca Cih, similar Tsih), dar ele nu au intrat în uz.
- R.H.Allen a reprezentat sunetul "kh" prin 'h' cu un punct deasupra (ḣ), și cel puțin această literă a fost folosită de Patrick Moore ca sursă pentru sunetul 'li'.

Câteva stele sunt denumite după nume individuale. Acestea sunt nume în mare parte neoficiale, dar care pot deveni oficiale într-o anumită junctură. Primul exemplu în acest caz a fost Cor Caroli (α CVn), denumită în secolul al XVII-lea pentru Charles I al Angliei. Alte exemple includ nume ale astronomilor. (exemplu Sualocin și Rotanev).